# Nuevo Berlín
Nuevo Berlín ist eine Stadt im Westen Uruguays. 

## Geographie
Sie befindet sich im 2. Sektor des Departamento Río Negro am Ostufer des Río Uruguay nördlich von Fray Bentos. Westlich befinden sich im Río Uruguay mehrere Flussinseln, deren jeweilige Zugehörigkeit uruguayischen oder argentinischen Staatsgebiet aufgrund des Vertrages vom 7. April 1961 (Tratado del 7 de Abril de 1961) geregelt wurde. Dies sind unter anderem die Isla Nuevo Berlín, die Isla del Burro, die Isla Filomena Grande, die Isla Palma Chico, die Isla Filomena Chica, die Isla Masones und die Isla García.
Nuevo Berlín ist Beginn oder Endpunkt der Fernstraße Ruta 20, die von hier aus in östlicher Richtung verläuft. Sie wird wenige Kilometer südöstlich von der Ruta 24 gekreuzt, die in nord-südlicher Richtung verläuft.

## Geschichte
Der Ort wurde im Jahr 1875 unter dem Namen „Berlín“ von den Brüdern Richard und Karl Wendelstadt gegründet, denen damals das Landgut Nueva Mehlem am Río Uruguay gehörte. Im Jahr 2010 wurde der Ort ein Municipio mit eigener Verwaltung.

## Einwohner
Die Einwohnerzahl von Nuevo Berlín betrug bei der letzten Volkszählung 2.450 (Stand 2011).
| Jahr | Einwohner |
| ---- | --------- |
| 1963 | 1.893     |
| 1975 | 2.659     |
| 1985 | 2.097     |
| 1996 | 2.366     |
| 2004 | 2.438     |
| 2011 | 2.450     |

Quelle: Instituto Nacional de Estadística de Uruguay

## Söhne und Töchter Nuevo Berlíns
- Giorgian De Arrascaeta (* 1994), Fußballspieler